# Charles Ogier
Charles Ogier (* 1595; † 11. August 1654) war ein französischer Jurist und Gesandtschaftssekretär.

## Leben
Der Vater Pierre Ogier war Advocat am Pariser Parlament, der Bruder François Ogier wurde Schriftsteller. Charles studierte in  Bourges und Paris, dann Jura in Valence, unter anderem bei Julius Pacius. Er promovierte zum Doktor der Rechtswissenschaften und ließ sich danach als Rechtsanwalt in Paris nieder.
Seit 1634 war Ogier Sekretär des französischen Gesandten Claude de Mesmes, Graf von Avaux, und begleitete ihn auf dessen Reisen nach Schweden,  Dänemark und Polen. 1635 war er beim Vertrag von Stuhmsdorf zwischen Polen und Schweden anwesend.
1636 kehrte Ogier nach Paris zurück und verbrachte sein weiteres Leben zurückgezogen und von Krankheiten gezeichnet im Vorort St. Victor.

## Schriften
Charles Ogier verfasste ein Tagebuch seiner Reisen von 1634 bis 1636, in dem er detailliert seine Erlebnisse beschreibt. Dieses gilt heute als herausragendes Zeitzeugnis für die beschriebenen Orte und Ereignisse.
Die Aufzeichnungen von 1634 und 1635 wurden nach seinem Tod publiziert. Von der Handschrift von 1636 gibt es nur Auszüge im Druck. Die handschriftlichen  Originale befinden sich in London, eine Abschrift in Danzig.
- Caroli Ogerii Ephemerides, sive Iter Danicum, Suecicum, Polonicum. Cum esset in comitatu illustriss. Claudii Memmii comitis Avauxii, ad septentrionis reges extraordinarii legati. Accedunt Nicolai Borbonii ad eumden legatum epistolae hactenus ineditae, Paris 1656, Neudruck 2009, 2010, herausgegeben von seinem Bruder François Ogier Digitalisat, umfasst die Jahre 1634 und 1635 in lateinischer Sprache

Auszüge wurden in deutscher, dänischer, polnischer und schwedischer Sprache übersetzt und publiziert.
- Johann Heinrich Schlegel: Carl Ogiers Dänische Reise im Jahre 1634. In: Ders.: Samlung zur Dänischen Geschichte, Münzkenntniß, Oekonomie und Sprache. Zweyter Band, Erstes Stück. Kopenhagen, 1774, S. 75–191 Digitalisat, enthält Übersetzung der Erlebnisse in Dänemark
- Johann Heinrich Schlegel: Beschluß von Carl Ogiers Dänischer Reise im Jahre 1634. In: Samlung zur Dänischen Geschichte, Münzkenntniß und Sprache. Zweyter Band, Zweytes Stück, Kopenhagen 1774. S. 32–65 Digitalisat
- Gotthilf Löschin: Ogier's Bericht über seinen Aufenthalt in Danzig i. J. 1635. In: Ders.: Beiträge zur Geschichte Danzigs und seiner Umgebungen. Zweites Heft. Danzig 1837, S. 17–61 Digitalisat, enthält Übertragung der Textpassagen über Danzig 1635 (nicht 1636)
- Kurt Schottmüller: Reiseeindrücke aus Danzig, Lübeck, Hamburg und Holland 1636. Nach dem neuentdeckten II. Teil von Charles Ogiers Gesandtschaftstagebuch. In: Zeitschrift des Westpreußischen Geschichtsvereins 52, 1910, S. 199–273 Digitalisat, enthält zusammenfassende Beschreibungen der Erlebnisse von 1636
- Karola Ogiera Dziennik podróży do Polski 1635–1636. Tłumaczył Edwin Jedrkiewicz. Wstepem historycznym i objaśnieniami opatrzył Władysław Czapliński. [Herausgegeben von Edwin Jedrkiewicz. Mit Erläuterungen von Władysław Czapliński]. 2 Bände, 1950, 1953, enthält den lateinischen Text und eine polnische Übersetzung der Erlebnisse in Polen 1635 und 1636